# Bangun Purba Timur Jaya
Bangun Purba Timur Jaya is een bestuurslaag in het regentschap Rokan Hulu van de provincie Riau, Indonesië. Bangun Purba Timur Jaya telt 4165 inwoners (volkstelling 2010).